# Bev Perdue
Bev Perdue, właśc. Beverley Perdue (ur. 14 stycznia 1947 w Wirginii) – amerykańska nauczycielka i polityk związana z Partią Demokratyczną, gubernator Karoliny Północnej w latach 2009–2013, zastępca gubernatora w latach 2001–2009 pierwsza kobieta gubernator w tym stanie.

## Życiorys
Urodziła się 14 stycznia 1947 w stanie Wirginia. Na University of Kentucky zdobyła bakalaureat z historii sztuki, na University of Florida obroniła pracę doktorską z zakresu zarządzania w edukacji. Pracowała jako nauczycielka i konsultant opieki zdrowotnej.
Karierę polityczną związała z Partią Demokratyczną. Od 1986 przez dwie kadencje zasiadała w Izbie Reprezentantów stanu Karolina Północna, w 1990 została wybrana do stanowego senatu. W 2000 roku została wybrana zastępcą gubernatora (ang. Lt. Governor) stanu Karolina Północna, jako pierwsza kobieta w historii, przy gubernatorze Mike’u Easleyu. Pozostała na stanowisku przez dwie kadencje do 2009 roku. W 2008 została wybrana pierwszą w historii stanu kobietą gubernatorem. Pełniła urząd od 10 stycznia 2009 do 5 stycznia 2013.

## Życie prywatne
Jest mężatką, z mężem Bobem Evansem mają dwoje dzieci.